# Vila Nova de Famalicão
Vila Nova de Famalicão este un oraș în munincipalitatea Vila Nova de Famalicão, Portugalia.